# Ideguchi Masaaki
Ideguchi Masaaki (井手口 正昭 Ideguchi Masaaki, sinh ngày 10 tháng 8 năm 1988) là một cầu thủ bóng đá người Nhật Bản thi đấu cho FC Osaka.

## Sự nghiệp
Em trai của anh là Yosuke Ideguchi, một tiền vệ của Nhật Bản và Leeds United (hiện theo dạng cho mượn tại Cultural Leonesa).

### Hoàng Anh Gia Lai
Ideguchi gia nhập đội bóng V.League 1 ở Việt Nam Hoàng Anh Gia Lai vào tháng 12 năm 2015
.

## Thống kê câu lạc bộ
Cập nhật đến ngày 27 tháng 2 năm 2018.
| Thành tích câu lạc bộ | Thành tích câu lạc bộ | Thành tích câu lạc bộ | Giải vô địch | Giải vô địch | Cúp                   | Cúp                   | Tổng cộng | Tổng cộng |
| Mùa giải              | Câu lạc bộ            | Giải vô địch          | Số trận      | Bàn thắng    | Số trận               | Bàn thắng             | Số trận   | Bàn thắng |
| Nhật Bản              | Nhật Bản              | Nhật Bản              | Giải vô địch | Giải vô địch | Cúp Hoàng đế Nhật Bản | Cúp Hoàng đế Nhật Bản | Tổng cộng | Tổng cộng |
| --------------------- | --------------------- | --------------------- | ------------ | ------------ | --------------------- | --------------------- | --------- | --------- |
| 2011                  | Yokohama FC           | J2 League             | 7            | 0            | 0                     | 0                     | 7         | 0         |
| 2012                  | Yokohama FC           | J2 League             | 13           | 0            | 2                     | 0                     | 15        | 0         |
| 2013                  | Yokohama FC           | J2 League             | 2            | 0            | 1                     | 0                     | 3         | 0         |
| 2015                  | Yokohama FC           | J2 League             | 0            | 0            | 1                     | 0                     | 1         | 0         |
| 2018                  | FC Osaka              | JFL                   | 0            | 0            | 0                     | 0                     | 0         | 0         |
| Tổng                  | Tổng                  | Tổng                  | 22           | 0            | 4                     | 0                     | 29        | 0         |